# Tinkoff
Tinkoff (Kod UCI: TNK) – nieistniejąca rosyjska (do 2013 duńska) zawodowa drużyna kolarska, której założycielem i wieloletnim dyrektorem generalnym był kontrowersyjny zwycięzca Tour de France 1996, duński kolarz Bjarne Riis. 2 grudnia 2013 Riis sprzedał drużynę wraz z licencją UCI World Tour rosyjskiemu przedsiębiorcy Olegowi Tińkowowi. 
Drużyna rozwiązana w 2016 roku. 

## Nazwa grupy w poszczególnych latach
| lata      | nazwa                       |
| --------- | --------------------------- |
| 1998–1999 | Home-Jack & Jones           |
| 2000      | Memory Card-Jack & Jones    |
| 2001–2002 | CSC-Tiscali                 |
| 2003–2008 | Team CSC                    |
| 2008      | Team CSC Saxo Bank          |
| 2009–2010 | Team Saxo Bank              |
| 2011      | Team Saxo Bank-SunGard      |
| 2012      | Team Saxo Bank              |
| 2012      | Team Saxo Bank-Tinkoff Bank |
| 2013      | Team Saxo-Tinkoff           |
| 2014–2015 | Tinkoff-Saxo                |
| 2016      | Tinkoff                     |

## Ostatni skład
Stan na styczeń 2016
| Skład drużyny 2016                                        | Skład drużyny 2016   | Skład drużyny 2016 | Skład drużyny 2016                 |
| Imię i nazwisko                                           | Data urodzenia       | Państwo            | Poprzednia grupa                   |
| --------------------------------------------------------- | -------------------- | ------------------ | ---------------------------------- |
| Erik Baška                                                | 12 stycznia 1994     | Słowacja           | AWT-Greenway (2015)                |
| Daniele Bennati                                           | 24 września 1980     | Włochy             | RadioShack-Nissan (2012)           |
| Adam Blythe                                               | 1 października 1989  | Wielka Brytania    | Orica-GreenEDGE (2015)             |
| Manuele Boaro                                             | 12 marca 1987        | Włochy             | Trevigiani Dynamon Bottoli (2010)  |
| Maciej Bodnar                                             | 7 marca 1985         | Polska             | Cannondale (2014)                  |
| Pawieł Brutt                                              | 29 stycznia 1982     | Rosja              | Katusha (2014)                     |
| Alberto Contador                                          | 6 grudnia 1982       | Hiszpania          | Astana (2010)                      |
| Oscar Gatto                                               | 1 stycznia 1985      | Włochy             | Androni Giocattoli-Sidermec (2015) |
| Michael Gogl                                              | 4 listopada 1993     | Austria            | Tirol Cycling Team (2015)          |
| Jesper Hansen                                             | 23 października 1990 | Dania              | Cult Energy (2013)                 |
| Jesús Hernández Blázquez                                  | 28 września 1981     | Hiszpania          | Astana (2010)                      |
| Robert Kišerlovski                                        | 9 sierpnia 1986      | Chorwacja          | Trek Factory Racing (2014)         |
| Michal Kolář                                              | 21 grudnia 1992      | Słowacja           | Dukla Trenčín Trek (2013)          |
| Roman Kreuziger                                           | 6 maja 1986          | Czechy             | Astana (2012)                      |
| Rafał Majka                                               | 12 września 1989     | Polska             | Trevigiani Dynamon Bottoli (2011)  |
| Jay McCarthy                                              | 8 września 1992      | Australia          | Jayco-AIS (2012)                   |
| Sérgio Paulinho                                           | 26 marca 1980        | Portugalia         | Team RadioShack (2011)             |
| Jewgienij Pietrow                                         | 25 maja 1978         | Rosja              | Astana (2012)                      |
| Paweł Poljański                                           | 6 maja 1990          | Polska             |                                    |
| Michael Rogers (1 sty–25 kwi, Przypis)                    | 20 grudnia 1979      | Australia          | Team Sky (2012)                    |
| Iwan Rowny                                                | 30 września 1987     | Rosja              | Ceramica Flaminia-Fondriest (2013) |
| Juraj Sagan                                               | 23 grudnia 1988      | Słowacja           | Cannondale (2014)                  |
| Peter Sagan                                               | 26 stycznia 1990     | Słowacja           | Cannondale (2014)                  |
| Matteo Tosatto                                            | 14 maja 1974         | Włochy             | Quick Step (2010)                  |
| Jurij Trofimow                                            | 26 stycznia 1984     | Rosja              | Katusha (2015)                     |
| Nikołaj Trusow                                            | 2 lipca 1985         | Rosja              | De Rijke-Shanks (2013)             |
| Michael Valgren                                           | 7 lutego 1992        | Dania              | Cult Energy (2013)                 |
| Davide Ballerini (1 sie–31 gru, stażysta)                 | 21 września 1994     | Włochy             | Unieuro Wilier (2015)              |
| Lorenzo Fortunato (1 sie–31 gru, stażysta)                | 9 maja 1996          | Włochy             |                                    |
| Andrea Montagnoli (1 sie–31 gru, stażysta)                | 27 lipca 1995        | Włochy             |                                    |
|                                                           |                      |                    |                                    |
| Źródła: ProCyclingStats Cycling Quotient Cycling Archives |                      |                    |                                    |

Przypis: Michael Rogers, koniec kariery

## Ważniejsze sukcesy

### 2016
| Zwycięstwa      | Zwycięstwa                                      | Zwycięstwa        | Zwycięstwa | Zwycięstwa       | Zwycięstwa |
| Data            | Wyścig                                          | Państwo           | Kategoria  | Zwycięzca        |            |
| --------------- | ----------------------------------------------- | ----------------- | ---------- | ---------------- | ---------- |
| 20 sty          | Tour Down Under, 2. etap                        | Australia         | 2.UWT      | Jay McCarthy     |            |
| 17 lut          | Vuelta a Andalucía, 1. etap                     | Hiszpania         | 2.1        | Daniele Bennati  |            |
| 19 lut          | Vuelta a Andalucía, 3. etap                     | Hiszpania         | 2.1        | Oscar Gatto      |            |
| 21 lut          | Volta ao Algarve, 5. etap                       | Portugalia        | 2.1        | Alberto Contador |            |
| 18 mar          | Bredene Koksijde Classic                        | Belgia            | 1.1        | Erik Baška       |            |
| 27 mar          | Gandawa-Wevelgem                                | Belgia            | 1.UWT      | Peter Sagan      |            |
| 31 mar          | Classic Brugge-De Panne, 3. b etap              | Belgia            | 2.HC       | Maciej Bodnar    |            |
| 3 kwi           | Ronde van Vlaanderen                            | Belgia            | 1.UWT      | Peter Sagan      |            |
| 9 kwi           | Vuelta al País Vasco, 6. etap                   | Hiszpania         | 2.UWT      | Alberto Contador |            |
| 9 kwietnia 2016 | Vuelta al País Vasco, klasyfikacja generalna    | Hiszpania         | 2.UWT      | Alberto Contador |            |
| 23 kwi          | Tour of Croatia, 5. etap                        | Chorwacja         | 2.1        | Tinkoff          |            |
| 15 maj          | Tour of California, 1. etap                     | Stany Zjednoczone | 2.HC       | Peter Sagan      |            |
| 18 maj          | Tour of California, 4. etap                     | Stany Zjednoczone | 2.HC       | Peter Sagan      |            |
| 5 cze           | Critérium du Dauphiné, prolog                   | Francja           | 2.UWT      | Alberto Contador |            |
| 12 cze          | Tour de Suisse, 2. etap                         | Szwajcaria        | 2.UWT      | Peter Sagan      |            |
| 13 cze          | Tour de Suisse, 3. etap                         | Szwajcaria        | 2.UWT      | Peter Sagan      |            |
| 22 cze          | Mistrzostwa Polski – jazda indywidualna na czas | Polska            | CN         | Maciej Bodnar    |            |
| 26 cze          | Mistrzostwa Polski – start wspólny              | Polska            | CN         | Rafał Majka      |            |
| 26 cze          | Mistrzostwa Słowacji – start wspólny            | Słowacja          | CN         | Juraj Sagan      |            |
| 26 cze          | Mistrzostwa Czech – start wspólny               | Czechy            | CN         | Roman Kreuziger  |            |
| 26 cze          | Mistrzostwa Wielkiej Brytanii – start wspólny   | Wielka Brytania   | CN         | Adam Blythe      |            |
| 3 lip           | Tour de France, 2. etap                         | Francja           | 2.UWT      | Peter Sagan      |            |
| 13 lip          | Tour de France, 11. etap                        | Francja           | 2.UWT      | Peter Sagan      |            |
| 18 lip          | Tour de France, 16. etap                        | Francja           | 2.UWT      | Peter Sagan      |            |
| 27 lip          | Danmark Rundt, 1. etap                          | Dania             | 2.HC       | Daniele Bennati  |            |
| 29 lip          | Danmark Rundt, 3. etap                          | Dania             | 2.HC       | Michael Valgren  |            |
| 31 lipca 2016   | Danmark Rundt, klasyfikacja generalna           | Dania             | 2.HC       | Michael Valgren  |            |
| 6 sierpnia 2016 | Vuelta a Burgos, klasyfikacja generalna         | Hiszpania         | 2.HC       | Alberto Contador |            |
| 9 wrz           | Grand Prix Cycliste de Québec                   | Kanada            | 1.UWT      | Peter Sagan      |            |
| 18 wrz          | Mistrzostwa Europy – start wspólny              | Francja           | CC         | Peter Sagan      |            |
| 21 wrz          | Benelux Tour, 3. etap                           | Belgia            | 2.UWT      | Peter Sagan      |            |
| 22 wrz          | Benelux Tour, 4. etap                           | Belgia            | 2.UWT      | Peter Sagan      |            |
| 16 paź          | Mistrzostwa świata – start wspólny              | Katar             | CC         | Peter Sagan      |            |

### 2011
- Mistrz Danii w wyścigu ze startu wspólnego: Nicki Sørensen
- Mistrz Szwecji w jeździe indywidualnej na czas: Gustav Larsson
- 1. miejsce, 3. etap Tirreno-Adriático: Juan José Haedo
- 1. miejsce, 3. etap Volta Ciclista a Catalunya: Alberto Contador
- 1. miejsce, klasyfikacja generalna Volta Ciclista a Catalunya: Alberto Contador
- 1. miejsce, Ronde van Vlaanderen: Nick Nuyens
- 1. miejsce, klasyfikacja górska Tour de Romandie: Chris Anker Sørensen
- 1. miejsce, 9. i 16. (ITT) etap Giro d"Italia: Alberto Contador
- 1. miejsce, klasyfikacja generalna Giro d"Italia: Alberto Contador
- 1. miejsce, klasyfikacja punktowa Giro d"Italia: Alberto Contador
- 1. miejsce, 16. etap Vuelta a España: Juan José Haedo
- 5. miejsce, klasyfikacja generalna Tour de France: Alberto Contador

### 2010
- Mistrz Świata w jeździe indywidualnej na czas: Fabian Cancellara
- Mistrz Danii w wyścigu ze startu wspólnego: Nicki Sørensen
- Mistrz Luksemburga w wyścigu ze startu wspólnego: Fränk Schleck
- Mistrz Danii w jeździe indywidualnej na czas: Jakob Fuglsang
- Mistrz Luksemburga w jeździe indywidualnej na czas: Andy Schleck
- Mistrz Polski w jeździe indywidualnej na czas: Jarosław Marycz
- Mistrz Szwecji w jeździe indywidualnej na czas: Gustav Larsson
- 1. miejsce, 4. etap Volta Ciclista a Catalunya: Jens Voigt
- 1. miejsce, 7. etap Volta Ciclista a Catalunya: Juan José Haedo
- 1. miejsce, Ronde van Vlaanderen: Fabian Cancellara
- 1. miejsce, Paryż-Roubaix: Fabian Cancellara
- 1. miejsce, 3. etap (ITT) Tour de Romandie: Richie Porte
- 1. miejsce, 8. etap Giro d"Italia: Chris Anker Sørensen
- 1. miejsce, 21. etap (ITT) Giro d"Italia: Gustav Larsson
- 1. miejsce, klasyfikacja młodzieżowa Giro d"Italia: Richie Porte
- 1. miejsce, 2. etap Critérium du Dauphiné: Juan José Haedo
- 1. miejsce, 1. etap {ITT) Tour de Suisse: Fabian Cancellara
- 1. miejsce, 3. etap Tour de Suisse: Frank Schleck
- 1. miejsce, klasyfikacja generalna Tour de Suisse: Fränk Schleck
- 1. miejsce, klasyfikacja drużynowa Tour de Suisse
- 1. miejsce, 1. (ITT) i 19. (ITT) etap Tour de France: Fabian Cancellara
- 1. miejsce, 8. i 17. etap Tour de France: Andy Schleck
- 1. miejsce, klasyfikacja młodzieżowa Tour de France: Andy Schleck
- 2. miejsce, klasyfikacja generalna Tour de France: Andy Schleck
- 3. miejsce, klasyfikacja generalna Tour de Suisse: Jakob Fuglsang
- 7. miejsce, klasyfikacja generalna Giro d’Italia: Richie Porte

### 2009
- Mistrz Świata w jeździe indywidualnej na czas: Fabian Cancellara
- Mistrz Danii w wyścigu ze startu wspólnego: Matti Breschel
- Mistrz Luksemburga w wyścigu ze startu wspólnego: Andy Schleck
- Mistrz Norwegii w wyścigu ze startu wspólnego: Kurt Asle Arvesen
- Mistrz Szwajcarii w wyścigu ze startu wspólnego: Fabian Cancellara
- Mistrz Szwecji w wyścigu ze startu wspólnego: Marcus Ljungqvist
- Mistrz Danii w jeździe indywidualnej na czas: Lars Ytting Bak
- 1. miejsce, klasyfikacja drużynowa Paryż-Nicea
- 1. miejsce, Liège-Bastogne-Liège: Andy Schleck
- 1. miejsce, 2. etap Vuelta al País Vasco: Matti Breschel
- 1. miejsce, 1. {ITT) i 9. {ITT) etap Tour de Suisse: Fabian Cancellara
- 1. miejsce, 4. etap Tour de Suisse: Matti Breschel
- 1. miejsce, klasyfikacja generalna Tour de Suisse: Fabian Cancellara
- 1. miejsce, klasyfikacja punktowa Tour de Suisse: Fabian Cancellara
- 1. miejsce, klasyfikacja drużynowa Tour de Suisse
- 1. miejsce, 1. etap (ITT) Tour de France: Fabian Cancellara
- 1. miejsce, 12. etap Tour de France: Nicki Sørensen
- 1. miejsce, 17. etap Tour de France: Fränk Schleck
- 1. miejsce, klasyfikacja młodzieżowa Tour de France: Andy Schleck
- 1. miejsce, 5. etap Eneco Tour: Lars Ytting Bak
- 1. miejsce, 1. (ITT) i 7. (ITT) etap Vuelta a España: Fabian Cancellara
- 2. miejsce, klasyfikacja generalna Tour Down Under: Stuart O’Grady
- 2. miejsce, klasyfikacja generalna Paryż-Nicea: Fränk Schleck
- 2. miejsce, Amstel Gold Race: Karsten Kroon
- 2. miejsce, La Flèche Wallonne: Andy Schleck
- 2. miejsce, klasyfikacja generalna Tour de France: Andy Schleck
- 5. miejsce, klasyfikacja generalna Tour de France: Fränk Schleck

### 2008
- Mistrz Olimpijski w jeździe indywidualnej na czas: Fabian Cancellara
- Mistrz Danii w wyścigu ze startu wspólnego: Nicki Sørensen
- Mistrz Luksemburga w wyścigu ze startu wspólnego: Fränk Schleck
- Mistrz Norwegii w wyścigu ze startu wspólnego: Kurt Asle Arvesen
- Mistrz Danii w jeździe indywidualnej na czas: Lars Ytting Bak
- Mistrz Szwajcarii w jeździe indywidualnej na czas: Fabian Cancellara
- 1. miejsce, 5. etap (ITT) Tirreno-Adriático: Fabian Cancellara
- 1. miejsce, klasyfikacja generalna Tirreno-Adriático: Fabian Cancellara
- 1. miejsce, Mediolan-San Remo: Fabian Cancellara
- 1. miejsce, 18. etap Giro d’Italia: Jens Voigt
- 1. miejsce, 6. etap Critérium du Dauphiné: Chris Anker Sørensen
- 1. miejsce, 7. i 9. etap Tour de Suisse: Fabian Cancellara
- 1. miejsce, klasyfikacja punktowa Tour de Suisse: Fabian Cancellara
- 1. miejsce, 11. etap Tour de France: Kurt Asle Arvesen
- 1. miejsce, 17. etap Tour de France: Carlos Sastre
- 1. miejsce, klasyfikacja generalna Tour de France: Carlos Sastre
- 1. miejsce, klasyfikacja młodzieżowa Tour de France: Andy Schleck
- 1. miejsce, klasyfikacja drużynowa Tour de France
- 1. miejsce, 1. etap (TTT) Tour de Pologne
- 1. miejsce, 6. etap Tour de Pologne: Jens Voigt
- 1. miejsce, klasyfikacja generalna Tour de Pologne: Jens Voigt
- 1. miejsce, klasyfikacja górska Tour de Pologne: Jens Voigt
- 1. miejsce, 21. etap Vuelta a España: Matti Breschel
- 2. miejsce, Paryż-Roubaix: Fabian Cancellara
- 2. miejsce, Amstel Gold Race: Fränk Schleck
- 2. miejsce, Clásica de San Sebastián: Aleksandr Kołobniew
- 3. miejsce, Liège-Bastogne-Liège: Fränk Schleck
- 5. miejsce, klasyfikacja generalna Tour de France: Fränk Schleck

### 2007
- Mistrz Świata w jeździe indywidualnej na czas: Fabian Cancellara
- Mistrz Danii w jeździe indywidualnej na czas: Lars Ytting Bak
- Mistrz Szwajcarii w jeździe indywidualnej na czas: Fabian Cancellara
- Mistrz USA w jeździe indywidualnej na czas: David Zabriskie
- 1. miejsce, 3. etap Paryż-Nicea: Aleksandr Kołobniew
- 1. miejsce, 4. etap Vuelta al País Vasco: Jens Voigt
- 1. miejsce, Paryż-Roubaix: Stuart O’Grady
- 1. miejsce, 8. etap Giro d’Italia: Kurt Asle Arvesen
- 1. miejsce, klasyfikacja młodzieżowa Giro d’Italia: Andy Schleck
- 1. miejsce, Prolog {ITT) i 8. {ITT) etap Tour de Suisse: Fabian Cancellara
- 1. miejsce, 3. etap Tour de Suisse: Fränk Schleck
- 1. miejsce, ProTour Ploegentijdrit
- 1. miejsce, Prolog (ITT) i 3. etap Tour de France: Fabian Cancellara
- 1. miejsce, klasyfikacja górska Eneco Tour: Martin Pedersen
- 2. miejsce, klasyfikacja generalna Giro d’Italia: Andy Schleck
- 3. miejsce, klasyfikacja generalna Tour Down Under: Lars Ytting Bak
- 3. miejsce, Liège-Bastogne-Liège: Fränk Schleck
- 4. miejsce, klasyfikacja generalna Tour de France: Carlos Sastre

### 2006
- Mistrz Świata w jeździe indywidualnej na czas: Fabian Cancellara
- Mistrz Danii w wyścigu ze startu wspólnego: Allan Johansen
- Mistrz Austrii w jeździe indywidualnej na czas: Peter Luttenberger
- Mistrz Danii w jeździe indywidualnej na czas: Brian Bach Vandborg
- Mistrz Norwegii w jeździe indywidualnej na czas: Kurt Asle Arvesen
- Mistrz Szwajcarii w jeździe indywidualnej na czas: Fabian Cancellara
- Mistrz USA w jeździe indywidualnej na czas: David Zabriskie
- 1. miejsce, Prolog (ITT) Paryż-Nicea: Bobby Julich
- 1. miejsce, 5. etap (ITT) Tirreno-Adriático: Fabian Cancellara
- 1. miejsce, Paryż-Roubaix: Fabian Cancellara
- 1. miejsce, Amstel Gold Race: Fränk Schleck
- 1. miejsce, 5. etap (TTT) Giro d’Italia
- 1. miejsce, 8., 16. i 20. etap Giro d’Italia: Ivan Basso
- 1. miejsce, klasyfikacja generalna Giro d’Italia: Ivan Basso
- 1. miejsce, Prolog {ITT) i 3. {ITT) etap Critérium du Dauphiné: David Zabriskie
- 1. miejsce, ProTour Ploegentijdrit
- 1. miejsce, 13. etap Tour de France: Jens Voigt
- 1. miejsce, 15. etap Tour de France: Fränk Schleck
- 1. miejsce, 1. etap (TTT) Vuelta a España
- 3. miejsce, La Flèche Wallonne: Karsten Kroon
- 3. miejsce, klasyfikacja generalna Tour de France: Carlos Sastre
- 10. miejsce, klasyfikacja generalna Tour de France: Fränk Schleck

### 2005
- Mistrz Danii w wyścigu ze startu wspólnego: Lars Ytting Bak
- Mistrz Luksemburga w wyścigu ze startu wspólnego: Fränk Schleck
- Mistrz Danii w jeździe indywidualnej na czas: Michael Blaudzun
- Mistrz Luksemburga w jeździe indywidualnej na czas: Andy Schleck
- Mistrz Rosji w jeździe indywidualnej na czas: Władimir Gusiew
- 1. miejsce, Prolog (ITT) Paryż-Nicea: Jens Voigt
- 1. miejsce, klasyfikacja generalna Paryż-Nicea: Bobby Julich
- 1. miejsce, klasyfikacja punktowa Paryż-Nicea: Jens Voigt
- 1. miejsce, klasyfikacja drużynowa Paryż-Nicea
- 1. miejsce, 5. etap (część a) Vuelta al País Vasco: Jens Voigt
- 1. miejsce, 8. etap (ITT) Giro d’Italia: David Zabriskie
- 1. miejsce, 17. i 18. (ITT) etap Giro d’Italia: Ivan Basso
- 1. miejsce, 7. etap Tour de Suisse: Linus Gerdemann
- 1. miejsce, 1. etap (ITT) Tour de France: David Zabriskie
- 1. miejsce, 7. etap Eneco Tour: Bobby Julich
- 1. miejsce, klasyfikacja generalna Eneco Tour: Bobby Julich
- 1. miejsce, klasyfikacja górska Eneco Tour: Christian Vandevelde
- 1. miejsce, 18. etap Vuelta a España: Nicki Sørensen
- 2. miejsce, Liège-Bastogne-Liège: Jens Voigt
- 2. miejsce, klasyfikacja generalna Tour de France: Ivan Basso

### 2004
- Mistrz Danii w wyścigu ze startu wspólnego: Michael Blaudzun
- Mistrz Danii w jeździe indywidualnej na czas: Michael Sandstød
- 1. miejsce, 1. etap (ITT) Paryż-Nicea: Jörg Jaksche
- 1. miejsce, klasyfikacja generalna Paryż-Nicea: Jörg Jaksche
- 1. miejsce, 5. etap (część a) Vuelta al País Vasco: Jens Voigt
- 1. miejsce, 5. etap (część b) Vuelta al País Vasco: Bobby Julich
- 1. miejsce, 12. etap Tour de France: Ivan Basso

### 2003
- Mistrz Danii w wyścigu ze startu wspólnego: Nicki Sørensen
- Mistrz Danii w jeździe indywidualnej na czas: Michael Blaudzun
- 1. miejsce, Liège-Bastogne-Liège: Tyler Hamilton
- 1. miejsce, 5. etap (ITT) Tour de Romandie: Tyler Hamilton
- 1. miejsce, klasyfikacja generalna Tour de Romandie: Tyler Hamilton
- 1. miejsce, 10. etap Tour de France: Jakob Piil
- 1. miejsce, 13. etap Tour de France: Carlos Sastre
- 1. miejsce, 16. etap Tour de France: Tyler Hamilton

### 2002
- Mistrz Danii w wyścigu ze startu wspólnego: Michael Sandstød
- Mistrz Danii w jeździe indywidualnej na czas: Michael Sandstød
- 1. miejsce, 3. etap Paryż-Nicea: Laurent Jalabert
- 1. miejsce, 14. etap (ITT) Giro d’Italia: Tyler Hamilton
- 1. miejsce, klasyfikacja górska Tour de France: Laurent Jalabert
- 1. miejsce, Clásica de San Sebastián: Laurent Jalabert
- 1. miejsce, Paryż-Tours: Jakob Piil

### 2001
- Mistrz Danii w wyścigu ze startu wspólnego: Jakob Piil
- Mistrz Danii w jeździe indywidualnej na czas: Michael Blaudzun
- 1. miejsce, 4. i 7. etap Tour de France: Laurent Jalabert
- 1. miejsce, klasyfikacja górska Tour de France: Laurent Jalabert
- 1. miejsce, Clásica de San Sebastián: Laurent Jalabert

### 2000
- 1. miejsce, 4. etap Paryż-Nicea: Bo Hamburger

### 1999
- Mistrz Danii w wyścigu ze startu wspólnego: Nicolai Bo Larsen
- Mistrz Danii w jeździe indywidualnej na czas: Michael Sandstød
- 1. miejsce, 1. etap Tour Down Under: Nicolai Bo Larsen

### 1998
- Mistrz Łotwy w wyścigu ze startu wspólnego: Juris Silovs